# Épée de légende
L'Épée de légende (マスターソード, Masutā Sōdo), aussi appelée « lame purificatrice », est une épée magique divine fictive de la série The Legend of Zelda de Nintendo. Elle a été introduite dans le jeu vidéo d'action-aventure de 1991 The Legend of Zelda: A Link to the Past et est depuis apparue dans la plupart des autres jeux de la série.
L'Épée de légende est l'arme signature de Link, le protagoniste de la série, et est devenue une partie intégrante de l'identité visuelle du personnage, ainsi qu'un élément central de l'iconographie de Zelda . Dans le récit de la série, c'est une arme puissante et sacrée que Link utilise à plusieurs reprises pour vaincre le principal antagoniste, Ganon, et d'autres forces du mal. Tout au long de la série Zelda, il est démontré qu'elle possède divers pouvoirs magiques, notamment la capacité de repousser le mal, de modifier le cours du temps et d'émettre des faisceaux lumineux pour attaquer les ennemis environnants.
En plus de la série The Legend of Zelda, l'Épée de légende est également apparue dans divers autres jeux vidéo, médias et produits dérivés. Ceux-ci incluent Super Smash Bros., Mario Kart 8 et Hyrule Warriors. Elle est devenue un objet largement reconnaissable dans les jeux vidéo.

## Caractéristiques
L'Épée de légende est une épée divine et magique, ainsi que l'arme signature de Link, le héros de la série The Legend of Zelda. Elle est devenue un aspect déterminant de l'identité de Link aux côtés du Bouclier d'Hylia, et une icône de premier plan utilisée pour commercialiser la franchise,. La majorité des jeux vidéo The Legend of Zelda suivent un arc d'histoire similaire qui implique que Link se lance dans un voyage qui l'amène finalement à récupérer l'Épée de légende. La lame se trouve traditionnellement dans un socle en pierre, et doit être retirée par Link pour la récupérer. Bien que ce ne soit pas toujours l'épée la plus puissante des jeux Zelda, l'Épée de légende est supérieure aux autres armes du jeu car c'est la seule arme, dans la plupart des opus, à avoir la capacité de vaincre Ganon,.
Le design de l'épée a évolué au fil de chaque titre Zelda, mais il est devenu identifiable par son design violet et argenté. Il s'agit d'une lame d'épée longue à une main avec une poignée bleue ou violette, une garde violette à ailes déployées et une gemme jaune incrustée au centre. Une caractéristique déterminante de l'épée est qu'elle affiche le symbole de la Triforce, qui est gravé sur la lame juste au-dessus du ricasso.
L'épée possède diverses capacités magiques, telles que générer des attaques de feu et des attaques de foudre dans A Link to the Past. Dans Ocarina of Time, elle agit comme un sceau qui protège le Saint Royaume et la Triforce. Elle permet aussi à Link de voyager dans le temps, l'action de la replacer dans son socle lui permettant de revenir 7 ans dans le passé, et la retirer lui permet de voyager 7 ans dans le futur. Dans The Wind Waker, l'épée bloque les pouvoirs de Ganondorf et fige le temps autour du château d'Hyrule, de sorte que retirer la lame de son piédestal restaure les sbires de Ganondorf. Dans Twilight Princess, Link l'utilise pour ouvrir un chemin dans le temps. Dans Skyward Sword, elle peut être pointé vers le ciel pour recueillir de l'énergie divine et lancer un faisceau lumineux. Dans A Link Between Worlds, l'Épée de légende est la seule arme capable de briser la barrière magique placée sur le château d'Hyrule. Dans Hyrule Warriors : L'Ère du Fléau, elle émet des faisceaux lumineux qui infligent de gros dégâts aux ennemis environnants. Dans Breath of the Wild, sa qualité et sa puissance est démontrée par sa grande durabilité, étant la seule arme incassable du jeu. Lorsqu'elle se trouve à proximité d'ennemis associés à Ganon, le Fléau, elle brille d'un bleu éclatant et double sa puissance d'attaque. Dans Tears of the Kingdom, la suite directe de Breath of the Wild, elle possède des caractéristiques similaires, et émet des attaques plus puissantes à proximité des ennemis associés à Ganondorf.

## Développement
Takashi Tezuka, le réalisateur de A Link to the Past, a crédité le scénariste Kensuke Tanabe pour avoir conçu le moment du jeu où Link obtient l'Épée de légende. La scène a établi l'importance mythologique de la lame dans la série en tant que seule épée ayant le pouvoir de repousser le mal, mais a également souligné sa signification symbolique. Tezuka a noté qu'à ce moment, l'épée reconnaît Link comme un héros. Il a expliqué que « notre objectif principal était de montrer la naissance d'un héros dans une mise en scène de The Legend of Zelda, et de la superposer avec un sentiment d'accomplissement pour le joueur, qui est enfin reconnu comme un héros après avoir surmonté de nombreux défis ».

## Apparitions

### The Legend of Zelda
Dans le premier opus The Legend of Zelda (1986), une arme fantastique apparaît sans aucune caractéristique déterminante. Ce n'est qu'en 1991 que l'Épée de légende est introduite dans la série avec A Link to the Past. Le jeu implique que Link, pour sauver la princesse Zelda, entreprenne de récupérer la lame de son piédestal dans les Bois perdus, et l'utilise pour vaincre les principaux antagonistes, le sorcier Agahnim et enfin, Ganon. Link doit obtenir trois pendentifs pour prouver qu'il est digne de réclamer l'épée.
L'épée est réapparue dans Ocarina of Time, pour la première fois en 3D. En plus d'être la seule arme capable de vaincre Ganondorf/Ganon, elle agit également comme un sceau pour protéger le Saint Royaume et la Triforce. Dans cet opus, elle est située dans le Temple du Temps, enfermée derrière la Porte du Temps. Link doit récupérer trois pierres ancestrales pour ouvrir cette Porte et récupérer l'Épée de légende sur son piédestal. En raison de son jeune âge, l'épée le scelle dans le Temple du Temps pendant sept ans jusqu'à ce qu'il soit prêt à être le Héros du temps. Link peut alors utiliser l'Épée de légende pour voyager dans son enfance en la replaçant dans le piédestal.
Dans The Wind Waker, Link trouve l'Épée de légende à l'intérieur du château d'Hyrule englouti. Elle est une nouvelle fois présentée comme la seule arme capable de vaincre Ganondorf. L'épée bloque les pouvoirs magiques de ce dernier, et fige le temps autour du château. Lorsque la lame est retirée de son socle, elle restaure les sbires et la magie de Ganondorf, et elle perd son pouvoir de repousser le mal. Une fois que Link a permis à l'Épée de légende de retrouver ses pouvoirs, il est capable de détruire Ganondorf en la plongeant dans son front et en le transformant en pierre,.
Lorsque Link cherche l'Épée de légende dans Twilight Princess, elle se trouve sur son piédestal au fond des bois du Sanctuaire de la Forêt, dans les ruines du Temple du Temps. Récupérer l'épée est le seul moyen de vaincre la magie de Xanto, l'usurpateur, qui a transformé Link en loup. Lorsqu'il revient au Sanctuaire de la Forêt plus tard dans le jeu, il utilise l'épée pour ouvrir un chemin à travers le temps. Comme dans les jeux précédents, l'Épée de légende est finalement utilisée pour tuer Ganondorf,.
Dans Skyward Sword, l'Épée de légende joue un rôle central dans le voyage de Link pour vaincre le principal antagoniste, l'Avatar du Néant, et faire ses preuves en tant que héros. L'intrigue retrace la transformation de l'épée Divine, une arme laissée par la déesse Hylia, que Link purifie dans trois flammes sacrées, en l'Épée de légende. Tout au long de l'aventure, Link est accompagné de Fay, l'esprit de l'épée. Après avoir vaincu l'Avatar du Néant, il la scelle, elle et l'épée, en la plaçant dans son piédestal. Fay est ainsi placée dans un sommeil éternel au sein de l'Épée de légende.
Link sort à nouveau l'épée de son piédestal des Bois perdus dans A Link Between Worlds, après avoir collecté trois Pendentifs de Vertu, puis sauve les Sept Sages et la princesse Zelda. Pendant le jeu, l'Épée de légende est améliorée par les forgerons d'Hyrule et de Lorule après que Link a collecté du minerai de maître à divers endroits, ce qui en fait une arme plus puissante.
Dans Breath of the Wild, Link peut obtenir l'Épée de légende, qui est aussi appelée "lame purificatrice" à n'importe quel moment, à condition d'être assez fort pour la retirer de son socle. Elle est située au plus profond des Bois perdus, dans la grande forêt d'Hyrule. Dans ce jeu, l'épée est fortement endommagée et couverte de rouille après avoir été utilisée dans la bataille contre Ganon, le Fléau, 100 ans avant les événements du jeu. Après avoir récupéré avec succès l'Épée de légende et acheté le DLC, le joueur a la possibilité de relever l'un des défis de fin de jeu nommé Les épreuves de l'épée, qui s'adresse aux joueurs avancés. Une fois tous les niveaux terminés avec succès, l'Épée de légende est désormais de manière permanent à son niveau de dégâts le plus élevé.
Dans Tears of the Kingdom (2023), la suite de Breath of the Wild, Link commence le jeu avec l'Épée de légende, mais elle se retrouve brisée à la fin du prologue par les pouvoirs de Ganondorf. Après s'être réveillé sur l'Île Céleste du Prélude avec l'épée brisée, il l'envoie dans le passé à Zelda, qui a voyagé dans le temps jusqu'à l'époque de la fondation d'Hyrule. Pour vaincre Ganondorf, Zelda choisit d'avaler une pierre oculte pour se transformer en dragon, permettant à l'Épée de légende de retrouver son énergie sacrée au fil des millénaires. De nos jours, Link trouve Zelda sous sa forme draconifiée et retire l'Épée de légende de son crâne. Comme les autres armes du jeu, l'Épée de légende peut être amalgamée avec divers matériaux pour la rendre plus puissante au combat.

### Autres médias
L'Épée de légende a fait des apparitions dans divers autres jeux vidéo. Link apparaît avec elle en tant que personnage jouable dans la série Super Smash Bros. ,. L'Épée de légende a également fait une apparition dans les jeux Animal Crossing et Soulcalibur II,. Dans Nintendo Land, les joueurs peuvent manier l'Épée de légende dans le cadre de The Legend of Zelda: Battle Quest. Link fait une apparition avec l'Épée de légende et le Bouclier d'Hylila dans Scribblenauts Unlimited. Dans Bayonetta 2, Bayonetta est capable d'utiliser l'Épée de légende après avoir équipé le costume de Link. Dans le jeu de course Mario Kart 8, l'Épée de légende a été introduite avec Link dans le premier DLC. Elle fait également une apparition dans le circuit d'Hyrule en tant que statue à l'intérieur du château. Elle peut également être obtenu en tant qu'équipement aux côtés du Bouclier d'Hylia dans The Elder Scrolls V: Skyrim. L'Épée de légende a également été introduite dans Super Mario Maker 2 avec une mise à jour Zelda en 2019. L'épée transforme Mario en Link et confère une gamme de capacités spéciales. Dans le jeu vidéo hack and slash Hyrule Warriors (2014), l'Épée de légende apparaît comme une arme de premier plan. Link peut l'utiliser au combat aux côtés du Bouclier d'Hylia, et après avoir accompli certaines tâches, l'épée a la capacité d'émettre un faisceau. Dans Hyrule Warriors: L'Ère du Fléau (2020), Link est capable d'utiliser l'Épée de légende tout au long du jeu après avoir vaincu un antagoniste nommé Astor et récupéré la lame de son piédestal. Une fois obtenue, Link est capable d'augmenter le niveau l'épée en y fusionnant d'autres armes et d'y ajouter des effets uniques en l'équipant de sceaux. L'Épée de légende entièrement maximisée déverrouille ensuite une attaque de faisceau d'épée supplémentaire lorsque Link est en pleine santé. L'Épée de légende a également figurée en bonne place dans les médias liés à Zelda, y compris les livres et autres marchandises,.